# Arthur Dallegrave
Arthur Dallegrave foi presidente do Sport Club Internacional no biênio 1982-1983. Sócio colorado desde 1947, trabalhou como dirigente colorado por mais de 50 anos, sendo eleito conselheiro do Inter em 1950, com apenas 20 anos. Nos anos 1960, trabalhou nas categorias de base do Inter, integrou a Comissão de Construção do Estádio Beira-Rio e foi vice de futebol em 1966-1967. Em 1976, quando o clube conquistou o bicampeonato da copa brasil, comandava o departamento de futebol.
Recentemente, foi eleito primeiro vice-presidente do Inter na chapa de Fernando Carvalho, no final de 2001. Dessa forma, Dallegrave fez parte da gestão colorada que comandava o Inter nas maiores conquistas do clube, Taça Libertadores da América de 2006 e o Mundial FIFA de 2006. Atualmente, era presidente da Comissão do Centenário. Era uma das figuras mais emblemáticas e queridas da história do Inter. Faleceu em 17 de novembro de 2008, com 78 anos. Em sua homenagem, a Copa RS recebeu o nome de Copa Arthur Dallegrave em 2009.

## Títulos Conquistados
- 1956 - Campeão Juvenil Federação Gaúcha De Futebol
- 1960 - Campeão Juvenil Federação Gaúcha De Futebol
- 1961 - Bicampeão Juvenil Federação Gaúcha De Futebol
- 1964 - Campeão Juvenil Federação Gaúcha De Futebol
- 1967 - Vice-campeão do Torneio Roberto Gomes Pedrosa
- 1975 - Campeão Brasileiro como Assessor da Vice-Presidência de Futebol
- 1976 - Bicampeão Brasileiro como Vice-Presidente de Futebol
- 1979 - Tricampeão Brasileiro Invicto como Assessor da Vice-Presidência de Futebol
- 1982/1983 – Bicampeão Gaúcho de Futebol como Presidente
- 1982 - Campeão do Torneio Joan Gamper (Barcelona - Espanha)
- 1983 - Campeão do Torneio Costa do Sol (Málaga - Espanha)
- 1983 - Campeão Torneio Costa do Pacífico em Vancouver - Canadá
- 2006 - Campeão da Copa Toyota Libertadores da América como 1º Vice-Presidente (Gestão Fernando Carvalho)
- 2006 - Campeão do Mundo